# SIMTRAQ - Symulator pojazdów szynowych
SIMTRAQ – symulator pojazdów szynowych, produkt warszawskiej spółki technologicznej Qumak. Służy szkoleniu maszynistów na trasach istniejących w rzeczywistości, odtworzonych w świecie wirtualnym. Podczas realizacji projektu, Qumak współpracował z Wojskową Akademią Techniczną, Instytutem Kolejnictwa oraz Centrum Kształcenia Ustawicznego w Inżynierii Komunikacyjnej „IKKU”.
Symulator został zrealizowany w ramach konkursu Demonstrator+ Narodowego Centrum Badań i Rozwoju, współfinansowanego ze środków POIG 1.5.

## Szkolenia na symulatorze a poprawa bezpieczeństwa ruchu kolejowego

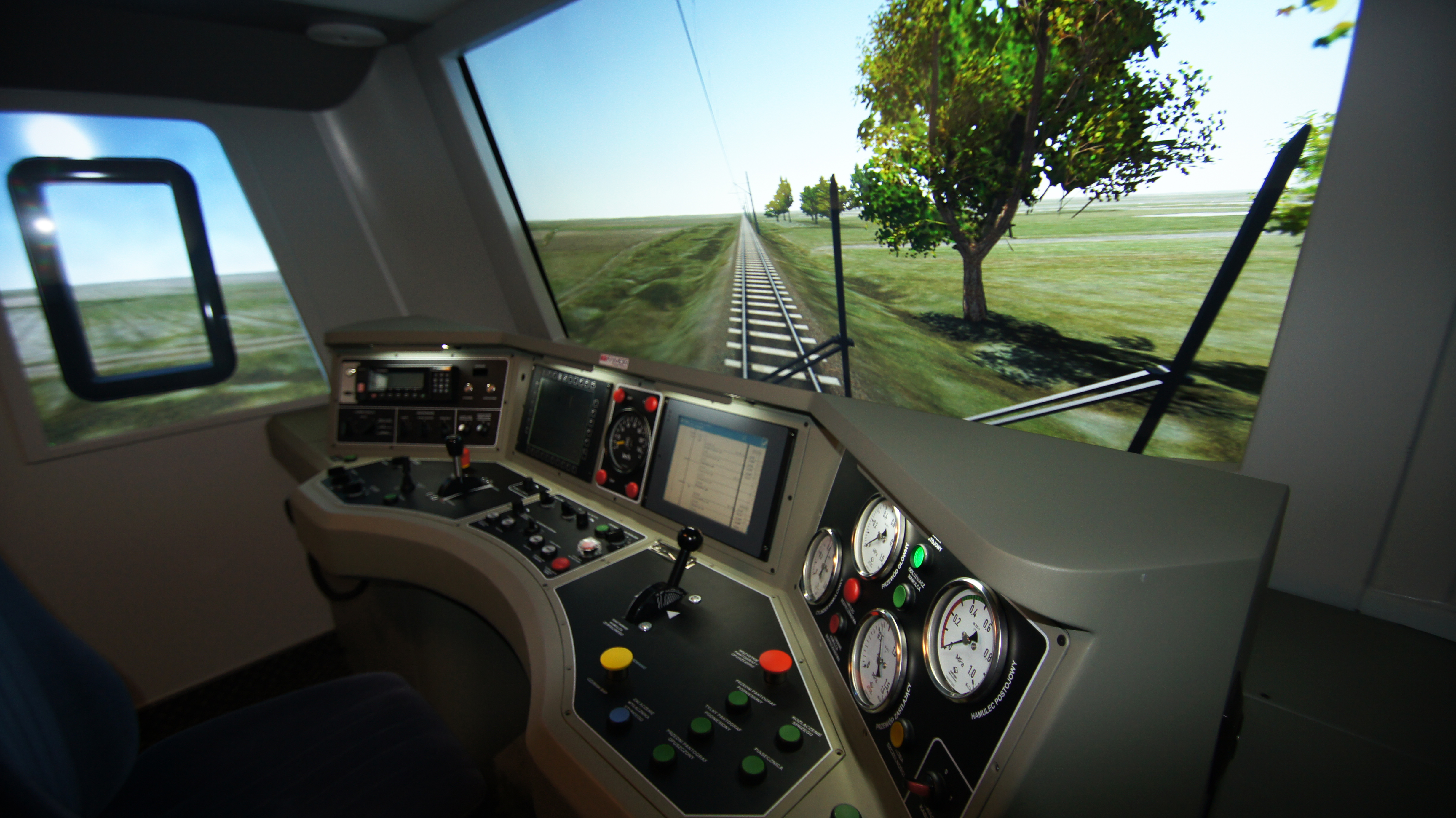
Kabina maszynisty w symulatorze pojazdów szynowych SIMTRAQ

Symulator umożliwia naukę obsługi maszyn kolejowych w warunkach wirtualnych. W bazie posiada prawdziwe szlaki kolejowe, na których szkoleni są maszyniści. Świat wirtualny charakteryzuje się wiernym odwzorowaniem szczegółów zarówno pod względem obiektów infrastruktury kolejowej, jak również obiektów inżynieryjnych, świata roślinnego, rzeźby terenu, pojazdów drogowych, ludzi i zwierząt.
Obecnie symulator SIMTRAQ posiada wiernie odwzorowaną kabinę zmodernizowanego modelu EN57 w wersji AL, tym niemniej możliwe jest odtworzenie dowolnego pociągu jeżdżącego po każdej trasie na świecie.
Rozwiązanie, umożliwia ćwiczenie prawidłowych reakcji na zdarzenia typowe, nietypowe oraz awaryjne, np. wtargnięcie zwierząt na tory, pożar pociągu, usterki podsystemów pojazdu trakcyjnego czy uszkodzenia infrastruktury kolejowej.
Szkoleni maszyniści zdobywają wiedzę, jak zachować się w sytuacjach kryzysowych i przeprowadzić manewr zgodny z przyjętymi procedurami.

## Regulacje prawne dotyczące szkolenia maszynistów
SIMTRAQ dostosowany jest do polskich uwarunkowań technicznych i formalno-prawnych. Spełnia przepisy określone w Rozporządzeniu Ministra Infrastruktury i Rozwoju z dnia 23 października 2014 r. w sprawie ośrodków szkolenia i egzaminowania maszynistów oraz kandydatów na maszynistów. Jest zgodny z ustawą o ochronie danych osobowych i wytycznymi GIODO dla przechowywania danych sensytywnych osób szkolonych i instruktorów.

## Przeznaczenie symulatora
Modułowa architektura systemu umożliwia szkolenie maszynistów. Pozwala także na przygotowanie systemu szkoleniowego dla osób odpowiedzialnych za bezpieczeństwo ruchu kolejowego, m.in. dyżurnego ruchu, kierownika manewrów czy rewidenta taboru kolejowego. Symulator może być wykorzystywany do szkolenia maszynistów obsługujących zarówno transport pasażerski, jak i towarowy.
Symulator kolejowy przeznaczony jest przede wszystkim dla przewoźników kolejowych, przedsiębiorstw prowadzących szkolenia maszynistów i szkół kolejowych.
Rozwiązanie to może być jednak dostosowane do potrzeb szkoleniowych w sektorze wojskowym oraz lotnictwie.

## Klasy symulatorów[6]
Qumak udostępnia cztery klasy symulatorów, różniące się zaawansowaniem technologicznym:

### Mobilne centra szkoleniowe
Symulatory zamontowane na naczepie ciągnika siodłowego. Urządzenia tej klasy umożliwiają prowadzenie szkoleń w dowolnym miejscu na świecie. Zastosowanie agregatów prądotwórczych o mocy 30KW zapewnia działanie symulatora w dowolnej lokalizacji. Wewnątrz naczepy znajduje się stanowisko instruktorskie, szkoleniowa kabina immersyjna na platformie ruchomej o sześciu stopniach swobody oraz stanowisko obserwacyjne dla 8 osób.

### Symulatory stacjonarne
Symulatory stacjonarne składają się z kabiny maszynisty zbudowanej w oparciu o prawdziwe komponenty pojazdu trakcyjnego. Kabina osadzona jest na sześciostopniowej platformie ruchu, a moduł silnika fizyki nią sterujący odwzorowuje wszystkie siły działające na maszynistę podczas prowadzenia pojazdu. Zainstalowany system audio wykorzystuje cyfrowe procesory dźwięku, a systemy wizualizacji w jakości obrazu Ultra HD pozwalają na szczegółowe odtworzenie świata rzeczywistego.

### Rozwiązania Virtual Reality (VR) z użyciem osobistych platform ruchu
Rozwiązanie obsługuje wiele typów pojazdów trakcyjnych. Wykorzystuje skanery przestrzeni oraz okulary VR do symulacji świata wirtualnego, w których szkolona osoba odbywa trening. Ta klasa symulatora umożliwia pełny zakres symulacji w oparciu o różne bodźce – dźwięk, ruch czy głos.

### Symulatory klasy biurkowej
Oprogramowanie symulacyjne możliwe do zainstalowania w każdym biurze wyposażonym w komputer. Jest złożone z modułów odpowiedzialnych za:
- generowanie wielokanałowych dźwięków
- monitoring oraz raporty wybranych komponentów symulatora, jak również przebiegu sesji szkoleniowej
- podsystem komunikacyjny realizujący funkcjonalności komunikacji głosowej pomiędzy osobą szkoloną a instruktorem
- biblioteki gotowych obiektów 3D istniejących w rzeczywistości

## Technologie
Symulator SIMTRAQ wykorzystuje nowe technologie – m.in. okulary wirtualnej rzeczywistości, sześciostopniowe platformy ruchu, systemy audio z cyfrowymi procesorami dźwięku oraz system wizualizacji Ultra HD.
Zastosowane technologie to m.in.:
- Silnik fizyki odwzorowujący wszystkie siły oddziałujące na maszynistę – platforma ruchu o sześciu stopniach swobody
- Technologia wirtualnej rzeczywistości z biblioteką obiektów 3D
- Obraz symulowanego świata w rozdzielczości 4K Ultra HD
- Kabina osadzona na platformie ruchu i pulpit maszynisty z oryginalnych komponentów pojazdów trakcyjnych
- System audio z cyfrowymi procesorami dźwięku

## Nagrody i wyróżnienia
Symulator SIMTRAQ uzyskał nominację do nagrody Tech Awards 2016 w kategorii Innowacje i startupy technologiczne.